# Oral Qalasy
Oral Qalasy är ett distrikt i Kazakstan.   Det ligger i oblystet Västkazakstan, i den västra delen av landet, 1 400 km väster om huvudstaden Astana.